# Gabriel Enrique Montero Umaña
Gabriel Enrique Montero Umaña OFMConv (ur. 6 listopada 1945 w Moravii) – kostarykański duchowny katolicki, biskup diecezjalny San Isidro de El General od 2014.

## Życiorys
Święcenia kapłańskie otrzymał 16 sierpnia 1973 w zakonie franciszkanów konwentualnych. Przez kilkanaście lat pracował głównie w zakonnych placówkach formacyjnych na terenie Kostaryki i Hondurasu. Był także m.in. asystentem generalnym zakonu dla Afryki, Azji i Australii, rektorem domów zakonnych w Rzymie i Nairobi oraz współpracownikiem kostarykańskiej nuncjatury.
24 grudnia 2013 papież Franciszek mianował go biskupem diecezjalnym San Isidro de El General. 1 marca 2014 z rąk biskupa Guillerma Loría Garity przyjął sakrę biskupią.